# Temesvári vilajet

Kárpát-medence 1683-ban

A Temesvári vilajet (vagy más írásmóddal Vilájet, Ejálet, Beglerbégség, Pasalik (törökül: Eyâlet-i temesvári vagy Eyâlet-i Tımışvar Temesvár Eyaleti vagy Tamışvar Eyaleti, románul: Eialetul Timisoarei vagy Paşalâcul Temesvár, szerbül: Темишварски ејалет vagy Temišvarski ejalet,) az Oszmán Birodalom tartománya volt 1552–1716 között.
1552-ben Temesvár török bevétele után a Partium, a Tisza és a Duna közötti területen alakult meg. Az 1699-es karlócai béke is oszmán kézen hagyta, 1716-ban a császári csapatok foglalták el. Északon a Marosig vagy a Körösökig terjedt. 1658-tól kezdve Jenői vilajetként is említik. Székhelye Jenő (Borosjenő), illetve Temesvár.A Budai vilajet vezetőjének, a budai pasának volt alárendelve.

## Közigazgatás
A török közigazgatásban a vilajetek élén beglerbég, pasa állt, a vilajeteket szandzsákok alkották, a szandzsákokat a bégek vezették, a nahiljék élén pedig az aga állt. Ezeknek a területeknek jelentős katonaságot és hivatalnoki gárdát kellett ellátniuk. Az egyes egységek főhivatalnokai tanácsadó testületet alkottak (díván).

## Temesvári beglerbégek
- Kazim Bej vagy Gázi-Kaszim pasa (1552–1554)
- Hasszán-pasa (1594)
- Sinan pasa (1594)
- ifjabb Hasszán pasa (1594)
- Ibrahim pasa (1687)
- Ibrahim pasa (1701–)

## Szandzsákok

A Temesvári vilajet 1702-ben

A török uralom alatt az alábbi szandzsákok alkották:
(Számuk, nevük, elhelyezkedésük a területi változások, átszervezések miatt idővel változhatott, nem is feltétlen jelentett valós fennhatóságot.)
- Temesvári szandzsák
- Nagycsanádi szandzsák 1552-től
- Aradi szandzsák 1552-től
- Lippai szandzsák 1552-től
- Gyulai szandzsák 1566-tól
- Jenői szandzsák 1566-tól
- Pankotai szandzsák
- Orsovai (Ada-Kalehi) szandzsák
- Lugosi szandzsák
- Miháldi szandzsák
- Szendrői szandzsák
- Vidini szandzsák

## További informűciók
- Dávid, Géza. An Ottoman Military Career on the Hungarian Borders: Kasim Voyvoda, Bey, and Pasha, Ottomans, Hungarians, and Habsburgs in Central Europe: The Military Confines in the Era of Ottoman Conquest. Leden-Boston-Köln: Brill, 265-297. o. (2000)
- Káldy-Nagy, Gyula. A csanádi szandzsák 1567. és 1579. évi összeírása. Szeged: Csongrád Megyei Levéltár (2000)
- Kılıç, Orhan. 18. Yüzyılın İlk Yarısında Osmanlı Devleti'nin İdari Taksimatı: Eyalet ve Sancak Tevcihatı. Elazığ: Şark Pazarlama (1997)
- Hegyi, Klára. The Ottoman Network of Fortresses in Hungary, Ottomans, Hungarians, and Habsburgs in Central Europe: The Military Confines in the Era of Ottoman Conquest. Leden-Boston-Köln: Brill, 163-193. o. (2000)